# Памятник тюленю
Памятник «Тюленю — спасителю жителей Архангельска и блокадного Ленинграда» установлен в Архангельске, на набережной Северной Двины. Его открытие состоялось 6 мая 2010 года.

## История создания
Во времена Великой Отечественной войны в Архангельске суточная норма хлеба снижалась в некоторые месяцы до 125 грамм на человека (что соответствует минимальной норме в блокадном Ленинграде). Архангельск был вторым (после Ленинграда) городом в СССР по смертности от голода, несмотря на то, что через его порт проходили тысячи тонн продовольствия, импортируемого по ленд-лизу. За 1941—1944 годы в Архангельске от голода и болезней умерло 38 тысяч жителей (каждый седьмой из предвоенной численности населения 281 тыс. человек).
Для улучшения продовольственного снабжения были организованы промысловые экспедиции с целью охоты на тюленя в Белом и Баренцевом морях. Добытые мясо, жир и шкуры северных животных спасли от голодной смерти и холода тысячи нуждающихся людей не только в Архангельске и близлежащих местностях, но и в Ленинграде (из Архангельска в Ленинград для ликвидации последствий блокады было отправлено более тысячи тонн пищевого и медицинского жира из тюленьего сала). Кроме того, тюлений жир использовался для смазки орудий на кораблях Северного флота.
Памятник тюленю-спасителю было решено поставить почти сразу после окончания Великой Отечественной войны, но его сооружение задержалось на несколько десятилетий, хотя вопрос об установке памятника периодически поднимался. В начале 2000-х годов инициаторами появления памятника выступили представители городской общественной организации «Дети, опалённые войной», основанной супругами С. Н. Лебедевым и Г. К. Лебедевой. Общественники добились цели, поставленной в 1946 году, лишь в мае 2010 года, к празднованию 65-летия Победы. На изготовление памятника из городского бюджета было выделено 3,1 млн рублей, около 300 тыс. рублей пожертвовали архангелогородцы. При установке в подножие памятника была заложена капсула с именами тех, кто способствовал созданию памятника.
В напоминанье поколенью,

Не знавшему войны,

Поставьте памятник тюленю

На берегу Двины.

Он этого достоин — верьте!

Когда к нам шли враги,

Он многих спас в тылу от смерти,

От пагубной цинги… <…>

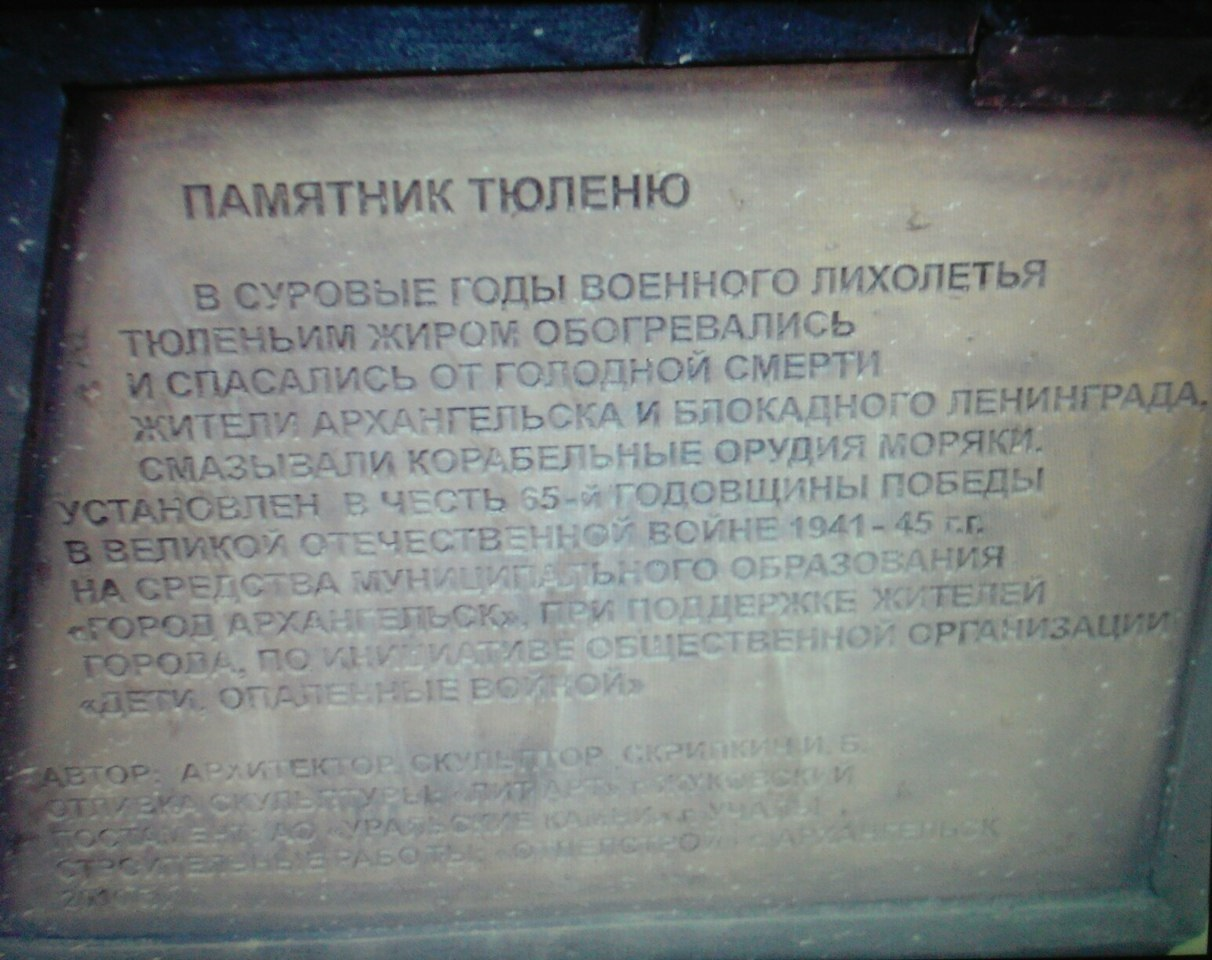
Капсула с именами тех, кто способствовал строительству памятника

По утверждению Г. К. Лебедевой, в день открытия памятника тюленю-спасителю на льдинах вблизи набережной были замечены тюлени, которые уплыли в море только после окончания мероприятия.

## Описание памятника
Автор, архитектор и скульптор — архангелогородец И. Б. Скрипкин. Скульптура массой около 900 кг отлита из бронзы на скульптурно-производственном комбинате «Лит Арт» в г. Жуковский (Московская обл.). Гранитный постамент (моноблок белого гранита Мансуровского месторождения) высечен в цехах компании «Уральские камни» в г. Учалы (Башкирия).
Светлый постамент памятника символизирует льдину, тёмное основание (чёрный габбронорит из Карелии) — холодные арктические воды. На постаменте памятника находится надпись «О, сколько ты народа спас от голода и холода».